# 도요오카촌 (지바현 가이조군)
도요오카촌(豊岡村)은 지바현 가이조군에 존재했던 촌이다. 

## 지리
- 현재의 조시시 서남부, 아사히시 동부에 해당한다.
- 마을은 태평양에 면해 있다.
- 마을 지역은 고원과 평지가 뒤섞인 골짜기가 많은 지형이다.

## 역사
- 1889년 4월 1일 - 정촌제 시행에 수반해 가이조군 도요오카촌이 성립하였다.
- 1954년 3월 31일 - 도요오카촌의 일부가 이오카정, 산가와촌과 합병해, 새로운 이오카정이 성립하였다.
- 1956년 7월 1일 - 잔부가 조시시에 편입되어, 동일 도요오카촌은 폐지되었다.

## 인구
| 1891년 | 3,030 |
| 1915년 | 3,502 |
| 1930년 | 3,239 |
| 1947년 | 4,076 |

## 교통

### 도로
- 2급 국도
  - 국도 제126호선

## 참고문헌
- 角川日本地名大辞典編纂委員会『角川日本地名大辞典 12 千葉県』、角川書店、1984年 ISBN 4040011201